# Les corps glorieux
Les Corps glorieux – Sept Visions brèves de la Vie des Ressuscités (I corpi gloriosi – Sette Visioni brevi della Vita dei Risorti) è un ciclo di brani per organo composto da Olivier Messiaen nel 1939 a Saint Theoffrey (Isère)  e concluso una settimana prima della dichiarazione della Seconda guerra mondiale.
L'opera si colloca nel solco della riflessione musicale - teologica intorno ai misteri della fede cattolica che l'autore stava sviluppando in quel periodo e che resterà una delle cifre distintive della sua intera produzione musicale. L'impianto escatologico dell'opera (la risurrezione dei morti avverrà prima del  Giudizio universale) è evidente fin dal titolo che allude alle qualità dei corpi dei risorti che, glorificati nella grazia imperitura del Paradiso, avranno caratteristiche singolari.
La raccolta si compone di sette brani, in ognuno dei quali si indaga una particolare qualità dei corpi gloriosi.
1. Subtilité des Corps Glorieux
2. Les Eaux de la Grâce
3. L'Ange aux parfums
4. Combat de Mort et de la Vie
5. Force et agilité des Corps Glorieux
6. Joie et clarté des Corps Glorieux
7. Le Mystère de la Sainte-Trinité